# Бекетов, Сергей Андреевич
Сергей Андреевич Бекетов (1863 — после 1917) — городской голова Казани. Действительный статский советник.

## Биография
Происходил из дворян Московской и Казанской губерний. Родился 30 мая (11 июня) 1863 года в семье профессора Казанского университета Андрея Николаевича Бекетова, был внуком профессора Московского университета Николая Андреевича Бекетова.
Окончил юридический факультет Казанского университета. В 1887—1888 годах состоял непременным членом Казанского уездного по крестьянским делам присутствия, в 1888—1895 годах был мировым судьёй в Казани.
Имел в Казани дом, а также в Казанском уезде 842 десятины земли и в Спасском уезде 1000 десятин земли. В 1897—1898 годах был кандидатом к спасскому уездному предводителю дворянства.
В 1900—1917 годах был предводителем дворянства Чебоксарского и Козмодемьянского уездов.
Был членом Совета по делам местного хозяйства Министерства внутренних дел; в 1909 году был награждён орденом Св. Владимира 4-й степени; 10 апреля 1911 года был произведён в действительные статские советники.
В 1909—1912 годах был казанским городским головой. Когда его предложили избрать в Государственный Совет от казанского дворянства «Волжский листок» писал: «Бывают курьезы в Казани…, но выборы казанским дворянством в Государственный Совет Бекетова — это уже более чем курьез. Г-н Бекетов, большой знаток в женщинах, особенно живущих личным трудом… но Государственный Совет? Что будет делать там г-н Бекетов?»
Был женат на Вере Николаевне Сумцовой.